# Джейн Фонда
Джейн Сиймур Фонда (на английски: Jane Seymour Fonda) е американска актриса.

## Биография
Дъщеря е на Хенри Фонда, сестра на Питър Фонда и леля на Бриджит Фонда. Джейн Фонда е двукратна носителка на наградата Оскар, трикратна носителка на наградата Златен глобус, създала незабравими образи на големия екран, политическа активистка, феминистка и основателка на течения във фитнеса и аеробиката. Открито се обявява против войната във Виетнам и по-късно в Ирак. Решава да прекрати актьорската си кариера през 1991 г., но след третия си развод се завръща в киното през 2005 г. В същата година публикува и автобиография. Живее в Атланта, Джорджия. Джейн Фонда е трета братовчедка на актрисата Ева Лару.

## Кариера

### 60-те години
Работата ѝ като манекенка и в постановки на театрална сцена през 50-те години я подготвят и слагат основата на филмовата ѝ кариера през 60-те години. Тя прави средно по два филма всяка година през цялото това десетилетие и „Нюздей“ я нарича една от най-симпатичните и талантливи нови актриси. Дори получава Златен глобус за най-обещаваща нова звезда. В същото време други списания не я посрещат така ентусиазирано и я наричат най-лошата актриса.
През 1963 г. получава роля в комедията „Неделя в Ню Йорк“, но следващият ѝ филм „Кет Балу“ (1965) е този, който я прави популярна. В него тя играе старомодно момиче, което претърпява трансформация и се превръща в търсена от закона бандитка. Това е комедия уестърн, която получава пет номинации за Оскар и се превръща в един от 10-те най-добри филми на годината. По това време Джейн Фонда е 28-годишна. През 1966 г. играе в друга комедия – „Всяка сряда“, а през 1967 г. заедно с Робърт Редфорд в „Боса в парка“.
През 1968 г. получава главната роля в „Барбарела“, научнофантастичен филм, който я прави един от секс символите на Америка. Сценарист и режисьор на филма е нейният съпруг по това време Роже Вадим. На следващата година се снима в „Уморените коне ги убиват, нали?“ (1969) – сериозна трагедия, за която получава номинация за Оскар и добива слава на драматична актриса.
През 60-те години се занимава с политически активизъм, като поддържа движението за човешки права и се обявява против войната във Виетнам. Заедно с други знаменитости подкрепя окупацията на Алкатрас, което е с цел да се обърне внимание на въпроси, засягащи местните индианци.
През 1965 г. се омъжва за Роже Вадим, с когото се развежда през 1973 г.

### 70-те години
Джейн Фонда получава първия си Оскар за филма Клут (1971), в който играе проститутка и партнира на Доналд Съдърланд. Втори Оскар получава през същото десетилетие през 1978 г. за филма „Пристигане у дома“, разказващ за трудностите, които ветеран от войната във Виетнам среща при завръщане у дома. През 1972 г. заедно с френските актьори Ив Монтан, Жан-Люк Годар и Жан-Пиер Горен се снима във „Всичко е наред“ (Tout va bien). Към края на десетилетието участва в два много успешни филма: „Китайски синдром“ (1979), заедно с Джак Лемън и „Електрическият конник“ (1979) отново с Робърт Редфорд.
През това десетилетие тя остава политически активна и участва в редици протести срещу войната във Виетнам. През 1972 г. тя дори посещава Ханой и защитава по радиото комунистическото правителство на Виетнам. Това не се посреща радушно в Америка и много активисти я обвиняват в липса на патриотизъм.

### 80-те години
През 1980 г. Фонда се снима в комедията „От 9 до 5“ с Лили Томлин и Доли Партън и този филм се превръща в един от най-големите ѝ финансови успехи. Джейн Фонда няма много добри отношения с баща си и с годините разстоянието между тях расте. Тя желае да се снима поне в един филм с него и това ѝ желание се осъществява през 1981 г. с филма „На златното езеро“. В този филм участва и Катрин Хепбърн. Хенри Фонда получава Оскар за най-добра мъжка роля за този си филм. Джейн Фонда приема наградата от негово име, защото той е болен и умира 5 месеца по-късно.
Това е десетилетието, през което Джейн Фонда създава много видеокасети с упражнения по аеробика, основава своя собствена школа и публикува книги. От хоби, това се превръща във втора кариера за нея.

### 90-те години и след това
През април 1991 г. Джейн Фонда се отказва от професионалната си кариера и обявява, че няма да се снима повече във филми. Тя взима това решение след женитбата си за Тед Търнър, за да се отдаде изцяло на семейството. След развода си през 2001 г. обаче тя се впуска отново в работата си и първият филм, в който се снима през 2005 г. – Monster-in-Law, е успех. Филмът е комедия, в който Джейн Фонда играе ролята на зла бъдеща свекърва на героинята на Дженифър Лопес.
Тя възобновява и политическата си активност. Една от нейните каузи е израелско-палестинският конфликт. Другата е войната в Ирак. На 27 януари 2007 г. участва в манифестация, организирана във Вашингтон против войната в Ирак. Поддържа и някои феминистки течения.
На 5 април 2005 г. излиза и автобиографичната ѝ книга „Животът ми дотук“ (My Life So Far). В книгата тя разделя живота си на 3 части от по 30 години и обявява, че последната част ще бъде най-значимата и тази, с която хората ще я запомнят. Книгата получава много добри отзиви в „Ел Ей Таймс“ и в „Ню Йорк Таймс“.

## Съпрузи
- Роже Вадим (1965 – 1973) – френски кинорежисьор, от когото има две дъщери – Мери Луана и Ванеса, кръстена на актрисата Ванеса Редгрейв
- Том Хейдън (1973 – 1990) – политик, от него има син Трой, актьор
- Тед Търнър (1991 – 2001) – основател на телевизионната компания Си Ен Ен (CNN) и вицепрезидент на корпорацията Тайм Уорнър (Time Warner)

## Избрана филмография
| Година | Филм                            | Оригинално заглавие            | Роля             | Режисьор          |
| ------ | ------------------------------- | ------------------------------ | ---------------- | ----------------- |
| 1964   | И котката е хищник              | Les Félins                     | Мелинда          | Рене Клеман       |
| 1965   | Кет Балу                        | Cat Ballou                     | Кет Балу         | Елиът Силвърстейн |
| 1969   | Уморените коне ги убиват, нали? | They Shoot Horses, Don't They? | Глория Бийти     | Сидни Полак       |
| 1978   | Завръщане у дома                | Coming Home                    | Сали Хайд        | Хал Ашби          |
| 1979   | Китайски синдром                | The China Syndrome             | Кимбърли Уелс    | Джеймс Бриджис    |
| 1981   | На златното езеро               | On Golden Pond                 | Челси Тейър Уейн | Марк Райдел       |
| 2005   | Свекървище                      | Monster In Law                 | Вайола Фийлдс    | Робърт Лукетич    |
| 2013   | Иконом на седем президенти      | The Butler                     | Нанси Рейгън     | Лий Даниелс       |
| 2015   | Младост                         | Youth                          | Бренда Морел     | Паоло Сорентино   |